# Jean Darricau

a Compétitions nationales et continentales officielles uniquement.

b Matchs officiels uniquement.
Jean Darricau, né le 2 octobre 1931 à Hasparren, est un joueur de rugby à XV et de rugby à XIII dans les années 1950 et 1960. Il occupe le poste de centre ou de troisième ligne.
Après des débuts en rugby à XV à l'US Dax avec laquelle il est sacré champion de France junior en 1949 et 1950, puis un passage au SBUC, il change de code de rugby en 1952 pour rejoindre le rugby à XIII et le club de Bordeaux. Avec celui-ci, il remporte le Championnat de France en 1954. Par la suite, il rejoint le club de Lyon.
Fort de ses performances en club, il est sélectionné à deux reprises en équipe de France en 1957 pour affronter la Grande-Bretagne, et est sélectionné pour la tournée de 1960.

## Biographie
Dans le civil, il travaille comme designer industriel.

## Palmarès

### En rugby à XIII
- Collectif :
  - Vainqueur du Championnat de France : 1954 (Bordeaux).

#### Détails en sélection de rugby à XIII
| 1. | 3 mars 1957      | Grande-Bretagne | 19-19 | Test-match | Centre | - | - | - | - |
| 2. | 23 novembre 1957 | Grande-Bretagne | 15-44 | Test-match | Centre | - | - | - | - |

### En rugby à XV
- Collectif :
  - Vainqueur du Championnat de France junior : 1949 et 1950 (Dax).